# Terremoto de Farsinaj de 1957
El terremoto de Farsinaj de 1957 sacudió Hamedan, Irán, el 13 de diciembre de 1957 a las 05:15 hora local. El terremoto de magnitud 6,5 destruyó 211 aldeas, mató a aproximadamente 1.130 personas y dejó otras 900 heridas.

## Entorno tectónico
Las montañas Zagros, que se extienden desde Turquía hasta el Golfo de Omán, pasando por Irán e Irak a lo largo de 1.500 kilómetros, se formaron a partir de la colisión continental entre la Placa Arábiga y el centro de Irán. Su formación se produjo durante el Triásico tardío, Jurásico tardío, Cretácico tardío, Oligoceno y Plioceno. Durante su formación temprana, se cree que ocurrió algo de tectónica extensional. La cordillera aún se está adaptando a la deformación, evidente en la sismicidad actual. La deformación se adapta mediante fallas de empuje y deslizamiento dentro del rango. Paralelamente a las principales fallas de cabalgamiento de las montañas se encuentra la falla principal reciente, una falla activa de deslizamiento lateral derecho.La convergencia entre la Placa Arábiga e Irán se produce de forma oblicua a lo largo de las montañas Zagros: aquí se aloja aproximadamente del 30 al 50% de los alrededor de 25 centímetros por año de convergencia entre las dos placas.

## Terremoto
Se documentaron tres terremotos históricos cerca de la Falla Principal Reciente. Dos terremotos en mayo de 912 y abril de 1008 ocurrieron cerca del antiguo asentamiento de Dinavar, mientras que un tercero ocurrió al sureste de Dorud antes de 1889. Los dos primeros terremotos provocaron graves daños y víctimas en Dinavar. Los registros históricos del terremoto de 912 dicen que "una montaña se abrió" y el agua brotó, hundiendo muchos asentamientos. Durante el evento de 1008 se documentaron grietas en el suelo, posiblemente asociadas con orígenes tectónicos. La Falla Principal Reciente también estuvo asociada al terremoto de 7,4 de 1909 que produjo más de 40 kilómetros de ruptura superficial.
La sismicidad a lo largo de la falla principal reciente estuvo casi ausente desde 1909. En diciembre de 1955, un terremoto cerca de Razan provocó desprendimientos de rocas y tres muertes. Se sintió un único terremoto previo 26 horas antes del terremoto principal. Al terremoto principal le siguieron 32 réplicas un mes después de su ocurrencia. Sus epicentros fueron registrados y ubicados instrumentalmente, revelando una tendencia noreste-suroeste que cruza la falla principal reciente.Se produjeron deformaciones del suelo, incluidos desprendimientos de rocas y fracturas, asociadas con el terremoto principal y las réplicas, pero no hubo evidencia concluyente que demuestre que fueron de origen tectónico.

## Daños y víctimas
Una investigación del lugar realizada por Nicholas Ambraseys y otros investigadores reveló graves daños en un área de 2.800 kilómetros cuadrados. El terremoto duró 10 segundos y se sintió en 180.000 kilómetros cuadrados. Los daños fueron mayores en el noreste que en el suroeste debido a la dirección en la que irradiaba la energía sísmica. Al menos 1.130 personas murieron, 900 resultaron heridas y 15.000 quedaron sin hogar; también murieron al menos 20.000 animales.
El terremoto principal y sus réplicas dañaron o destruyeron gravemente 5.000 de las 9.000 viviendas de la zona. La mayoría de las casas estaban construidas con adobe de una sola planta o materiales de mampostería de escombros unidos con barro y techos pesados de tierra apisonada. Algunos pueblos tenían casas de adobe de dos pisos y casas de ladrillo de una sola planta con arcos de gato o láminas de hierro.
En la zona del epicentro, la intensidad sísmica se consideró modesta, asignándose VII en la escala de intensidad de Mercalli Modificada. La zona de mayor daño se produjo entre Kangavar y Farsinaj, y las zonas más afectadas se encontraban al norte de Sahneh. La gravedad de los daños se volvió inconsistente y rápidamente cayó hacia el sur. No se produjeron daños graves fuera del radio de 15 kilómetros alrededor de Farsinaj, y en Sonqor sólo aparecieron grietas en los edificios. En Sarab, la aldea sufrió graves daños y 53 residentes murieron, mientras que en Sahneh, Gakul y Bisitun los daños fueron moderados. Al noroeste de Sahneh, el terremoto principal produjo grietas en el suelo. También se registraron desprendimientos de rocas y la interrupción de un manantial natural.
En Farsinaj, murieron 703 personas, o aproximadamente la mitad de la población, y sólo 30 casas quedaron intactas. El pueblo fue reconstruido a 1 kilómetro de las ruinas. En Dehasiyab, 34 personas murieron y 23 resultaron heridas; la aldea fue arrasada y reconstruida a varios cientos de metros de distancia. Seis personas murieron, 20 resultaron heridas y dos tercios de las viviendas de Sollantaher quedaron destruidas. En dos pueblos al norte de Farsinaj, el número de muertos ascendió a 63.
Las réplicas del 13 y 18 de diciembre cerca de Kangavar y Firuzabad el 28 de diciembre causaron más daños.La réplica del 14 de diciembre provocó más de 20 muertos y 50 heridos. Otra réplica el mismo día en Najafabad mató a una persona, hirió a cuatro y destruyó más edificios. Catorce personas murieron en una réplica el 18 de diciembre en Fash. Otras 20 personas y más animales murieron a causa de una tormenta de nieve el 21 de diciembre. El 31 de diciembre, otra réplica mató a tres personas en Kangavar.